# Carabus olympiae
Carabus olympiae é uma espécie de escaravelho da família Carabidae.
Pode ser encontrada nos seguintes países: França e Itália.